# 新弥生駅

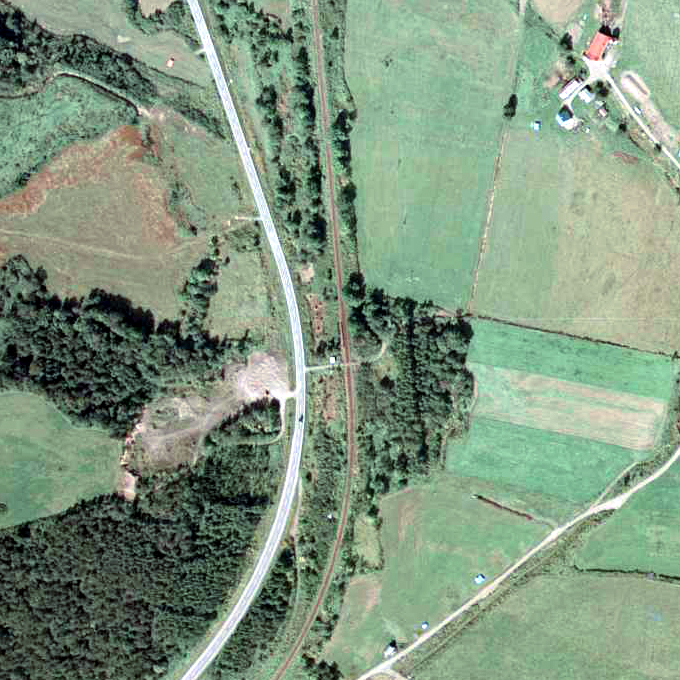
1977年の新弥生仮乗降場と周囲約500m範囲。上が浜頓別方面。中頓別側に踏切があり、ホームはそのすぐ北側の線路左にある。待合室が踏切脇に見える。周囲に民家は疎らである。寿駅も同様だが、脇を走る国道275号は、整備される以前は右下に見えるような細い道路で、周囲を山と蛇行する頓別川で切り離されたこれらの開拓地帯は、冬になると孤立する恐れがあった。

新弥生駅（しんやよいえき）は、北海道（宗谷支庁）枝幸郡中頓別町字弥生にかつて存在した、北海道旅客鉄道（JR北海道）天北線の駅（廃駅）である。天北線の廃線（廃止）に伴い、1989年（平成元年）5月1日に廃駅となった。

## 歴史
- 1959年（昭和34年）11月1日 - 日本国有鉄道（国鉄）北見線の新弥生仮乗降場（局設定）として開業[1][2]。
- 1961年（昭和36年）4月1日 - 路線名を天北線に改称、それに伴い同線の仮乗降場となる[1]。
- 1987年（昭和62年）4月1日 - 国鉄分割民営化により、北海道旅客鉄道（JR北海道）の駅となると共に冬季休業の臨時駅に変更[1]。新弥生駅となる[1]。
  - 11月10日 - 臨時駅から通年営業に変更[1]。
- 1989年（平成元年）5月1日 - 天北線の全線廃止に伴い、廃駅となる[1]。

## 駅構造
廃止時点で、1面1線の単式ホームを有する地上駅であった。
仮乗降場に出自を持つ無人駅となっており、駅舎は無かったが待合所を有していた。

## 駅名の由来
当駅が所在した地名、「弥生」に「新」を冠した。

## 駅周辺
広大な原野が広がる。
- 国道275号（頓別国道）
- 頓別川[3]
- 宗谷バス天北宗谷岬線「新弥生」停留所

## 駅跡
2010年（平成22年）時点では藪の中にコンクリート製のホームが残存しており、2011年（平成23年）時点でも同様であった。また2011年（平成23年）時点では駅跡手前にある広場に金具が付いたままの枕木が放置されていた。

## 隣の駅
北海道旅客鉄道
天北線
寿駅 - 新弥生駅 - 下頓別駅